# Zwergkrallenfrösche
Die Gattung Zwergkrallenfrösche (Hymenochirus) gehört zur Familie der Zungenlosen Frösche (Pipidae) innerhalb der Ordnung der Froschlurche. Die vier zu unterscheidenden Arten haben eine Länge von nur drei bis kaum vier Zentimetern und leben im Kongogebiet und in Kamerun. Man findet sie in krautreichen Regenwald-Gewässern aller Art, wo sie eine ganzjährig aquatile Lebensweise führen. Sie haben einen stark abgeflachten Körper, einen kleinen Kopf und langgliedrige Finger. Es handelt sich quasi um „Miniausgaben“ der Krallenfrösche (Xenopus) – anders als diese besitzen die Zwergkrallenfrösche aber beispielsweise auch Schwimmhäute zwischen den Vorderfingern.
Zwergkrallenfrösche werden häufig in Aquarien gehalten.

## Fortpflanzung
Das Paarungsverhalten ist durch verschiedene eigentümliche Rituale gekennzeichnet. Neben anhaltenden, monotonen („tickenden“) Rufen vollführen die Männchen auch eine Art „Tanz“ mit hastigen, scharrenden Bewegungen der Füße und klammerndem Rudern der Arme. Kommt es schließlich zu einem Amplexus mit einem paarungsbereiten Weibchen, so erfolgt diese Umklammerung in der Lendengegend, wie dies bei der Unterordnung Mesobatrachia allgemein üblich ist. Zum eigentlichen Ablaichen schwimmt das Paar an die Wasseroberfläche und dreht sich so, dass die Bauchseiten nach oben zeigen. Nach mehrmaliger Wiederholung dieses Bewegungsablaufes erfolgt knapp oberhalb der Wasseroberfläche die Abgabe des Laiches und dessen gleichzeitige Besamung. Danach kehrt das Paar zum Gewässergrund zurück und legt einige Minuten Pause ein. Es finden über mehrere Stunden weitere Laichvorgänge statt – insgesamt wohl etwa 50 bis über 300 (maximal nachgewiesen: 364). Die bis zu 1000 Eier verbleiben im Oberflächenhäutchen des Wasserspiegels, werden teilweise aber auch durch die Bewegungen des Paares zum Absinken gebracht. Solche Eier gelangen meist nicht zur Entwicklung.

## Kaulquappen
Die Kaulquappen schlüpfen nach etwa eineinhalb bis zweitägiger Embryonalentwicklung und gehen nach einer mehrtägigen (ca. 6 Tage) stationären Anhaftphase in den freischwimmenden Lebensabschnitt über. Nun offenbaren sich einige Besonderheiten gegenüber anderen Froschlurchlarven: So schnappen sie bereits regelmäßig an der Oberfläche nach Luft (Lungenatmung!), obwohl sie auch noch winzige äußere Kiemen besitzen. Ihre Ernährung ist abweichend von anderen Froschlurchen, denn sie haben eine carnivore Lebensweise, indem sie tierisches Plankton, beispielsweise Cyclops oder Artemianauplien jagen. Dazu haben Hymenochirus-Kaulquappen ein speziell geformtes, nach oben ausgerichtetes „Mundrohr“ ausgebildet, mit dem sie die Beutetierchen einsaugen. Das mit aufgenommene Wasser entweicht wieder über die Atemlöcher (Spiracula). Nach zumeist 60 bis 70 Tagen vollzieht sich die Metamorphose der Larven.

## Systematik
Zur Gattung der Zwergkrallenfrösche gehören folgende Arten:
- Böttgers Zwergkrallenfrosch (Hymenochirus boettgeri (Tornier, 1896))
- Boulengers Zwergkrallenfrosch (Hymenochirus boulengeri Witte, 1930)
- Gedrungener Zwergkrallenfrosch (Hymenochirus curtipes Noble, 1924)
- Hymenochirus feae Boulenger, 1906